# Зигбург
Зигбург (нем. Siegburg, рип. Sieburch) — город в Германии, в земле Северный Рейн-Вестфалия.
Зигбург является столицей земельного округа Рейн-Зиг. Расположен на правой стороне Рейна, в 26 км от Кёльна и в 10 км от Бонна, на берегах рек Аггер и Зиг. Население составляет 39 746 человек (на 31 декабря 2010 года). Занимает площадь 23,47 км².
Первые поселения на окраинах сегодняшнего Зигбурга возникли между 1000 и 500 г. до н. э, что было подтверждено историческими находками.

## Транспорт
В городе имеется железнодорожная станция, на которой останавливаются скоростные междугородные поезда ICE - 42, 43, 45, 49, 79, региональный экспресс RE-9, поезда S-Bahn S-12, 19.  Также станция является конечной маршрутов 66, 67   Штадтбана Бонна. Линия штадтбана связывает город с Бонном. 

## Персоналии
- Карл Вимар (1828–1862) — немецкий художник, представитель Дюссельдорфской художественной школы.
- Карл Якоби (1775—1858) — немецкий врач-психиатр, учредитель спецклиники в Зигбурге.
- Гаршаген, Карл Эмануэль Леберехт (1873 - 1938) — немецкий художник голландского происхождения.

## Фотографии

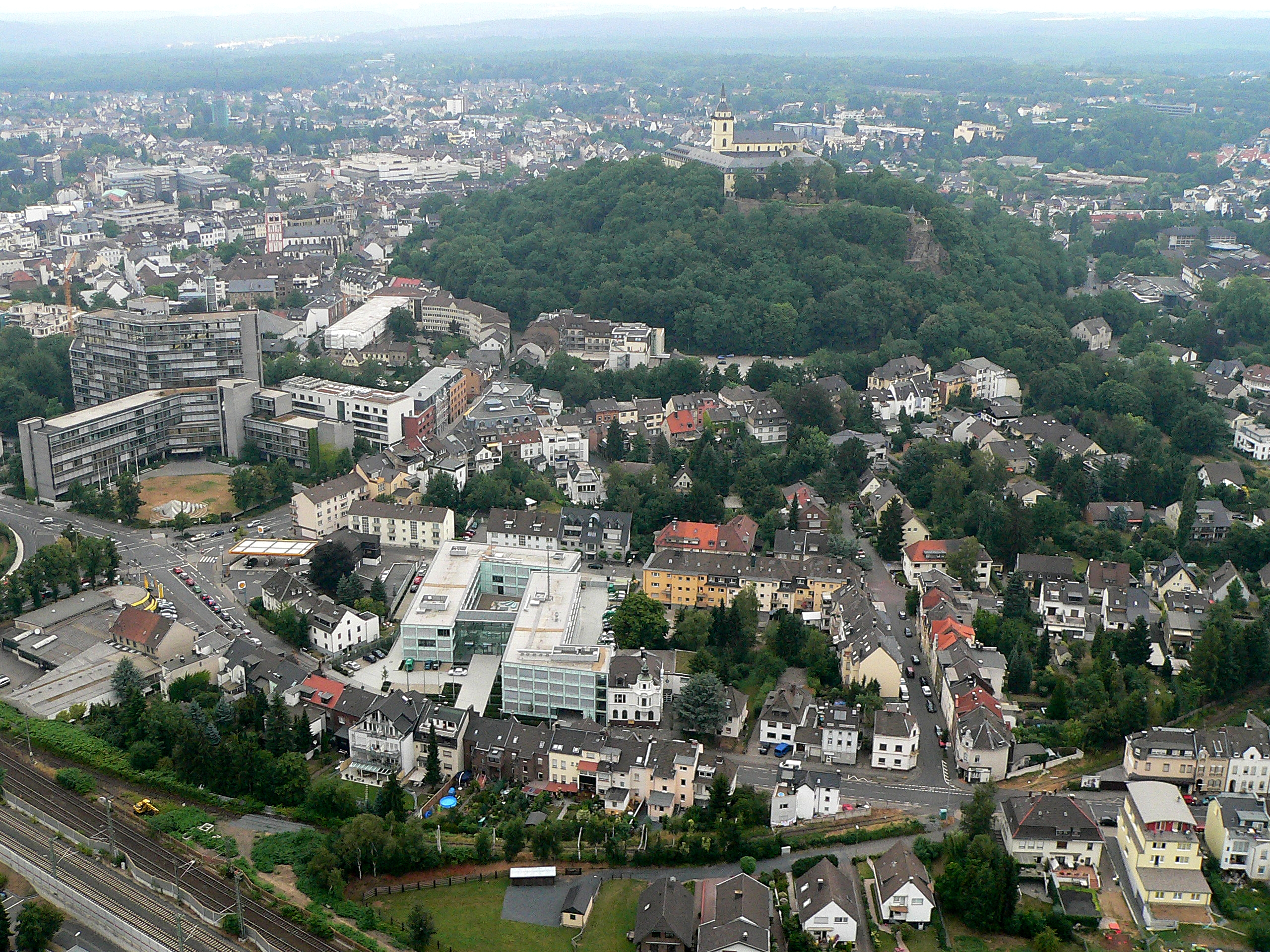
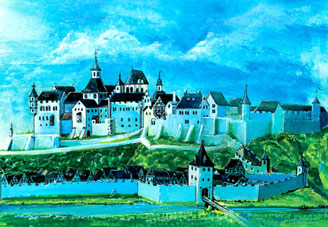
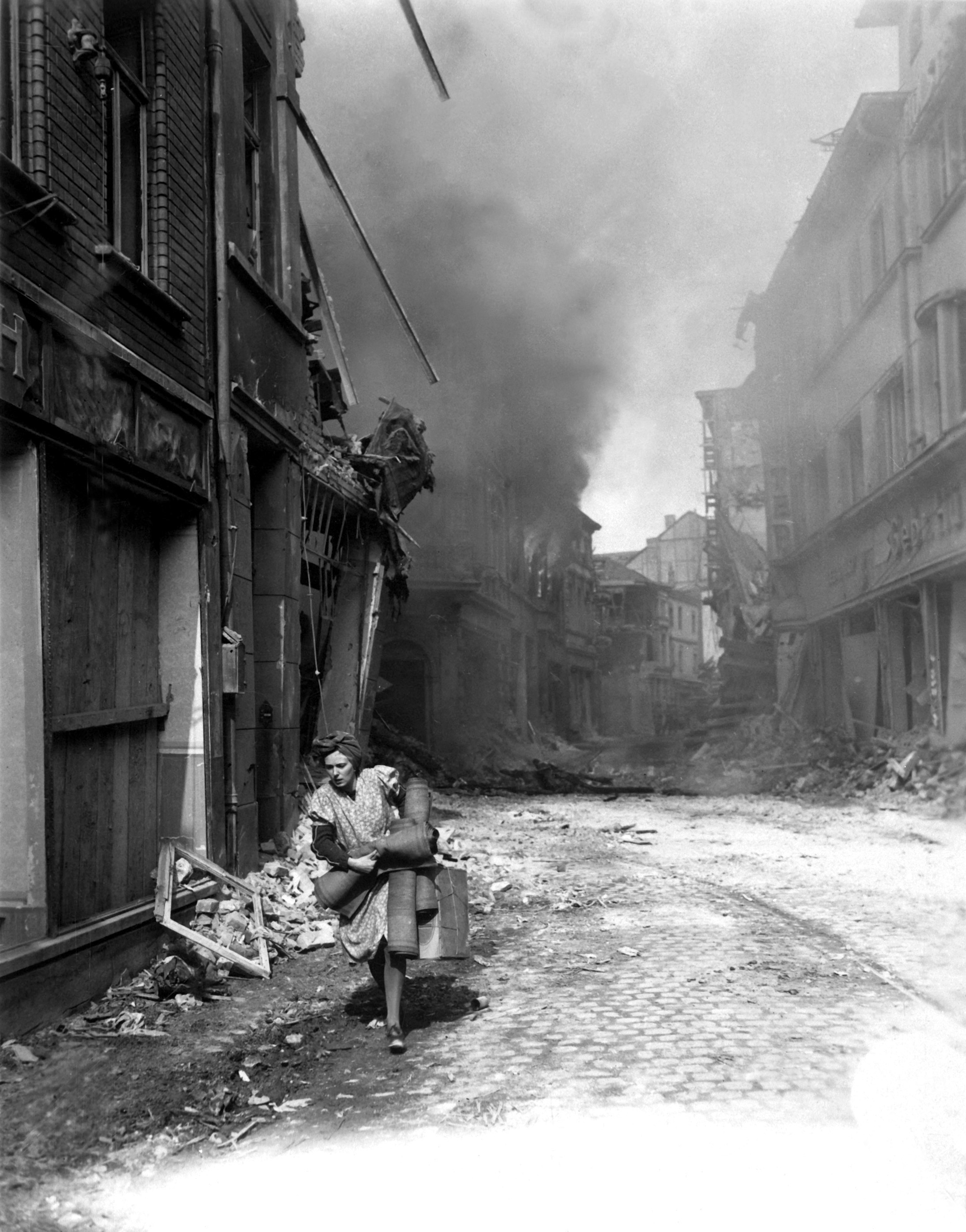
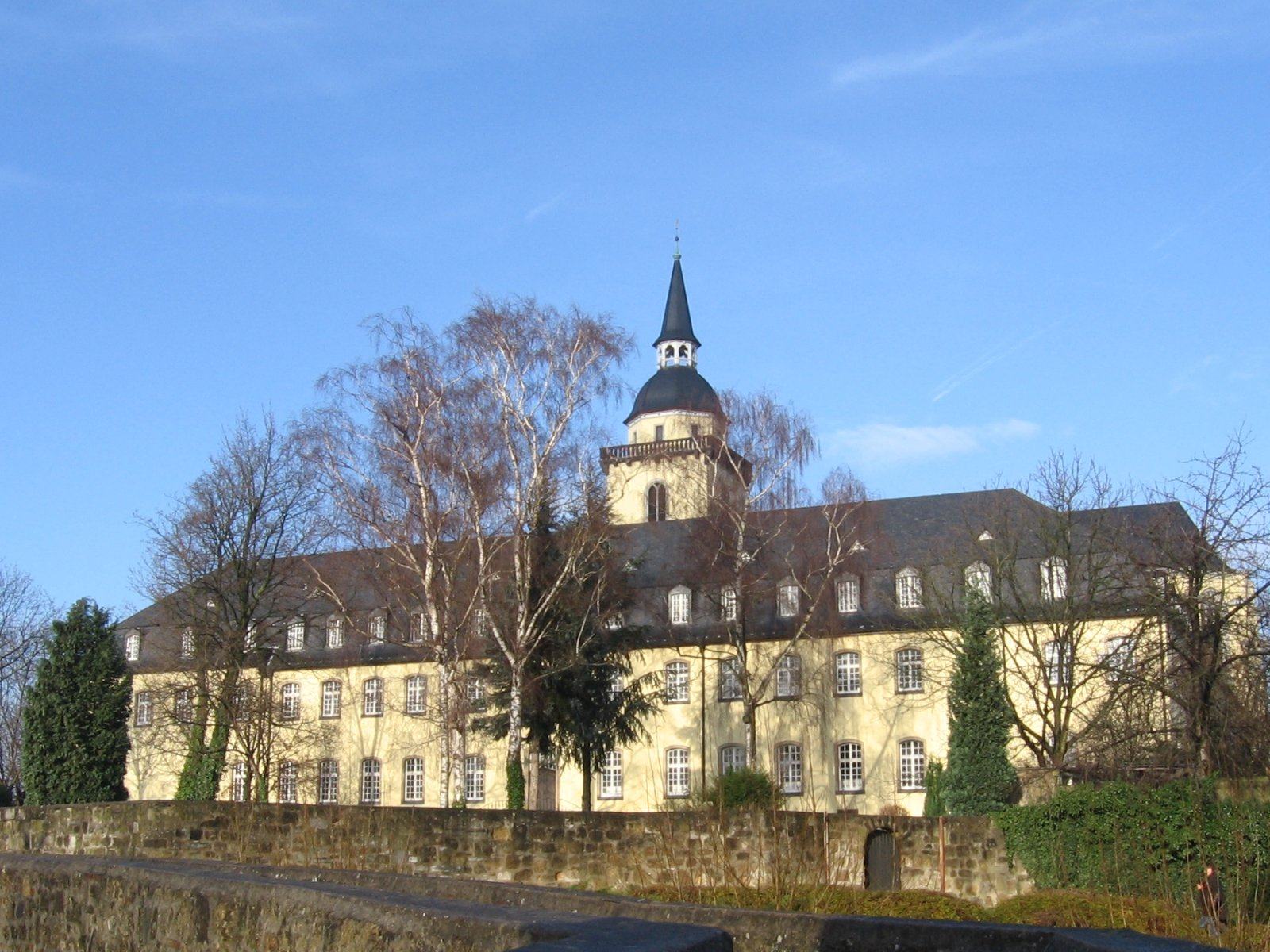
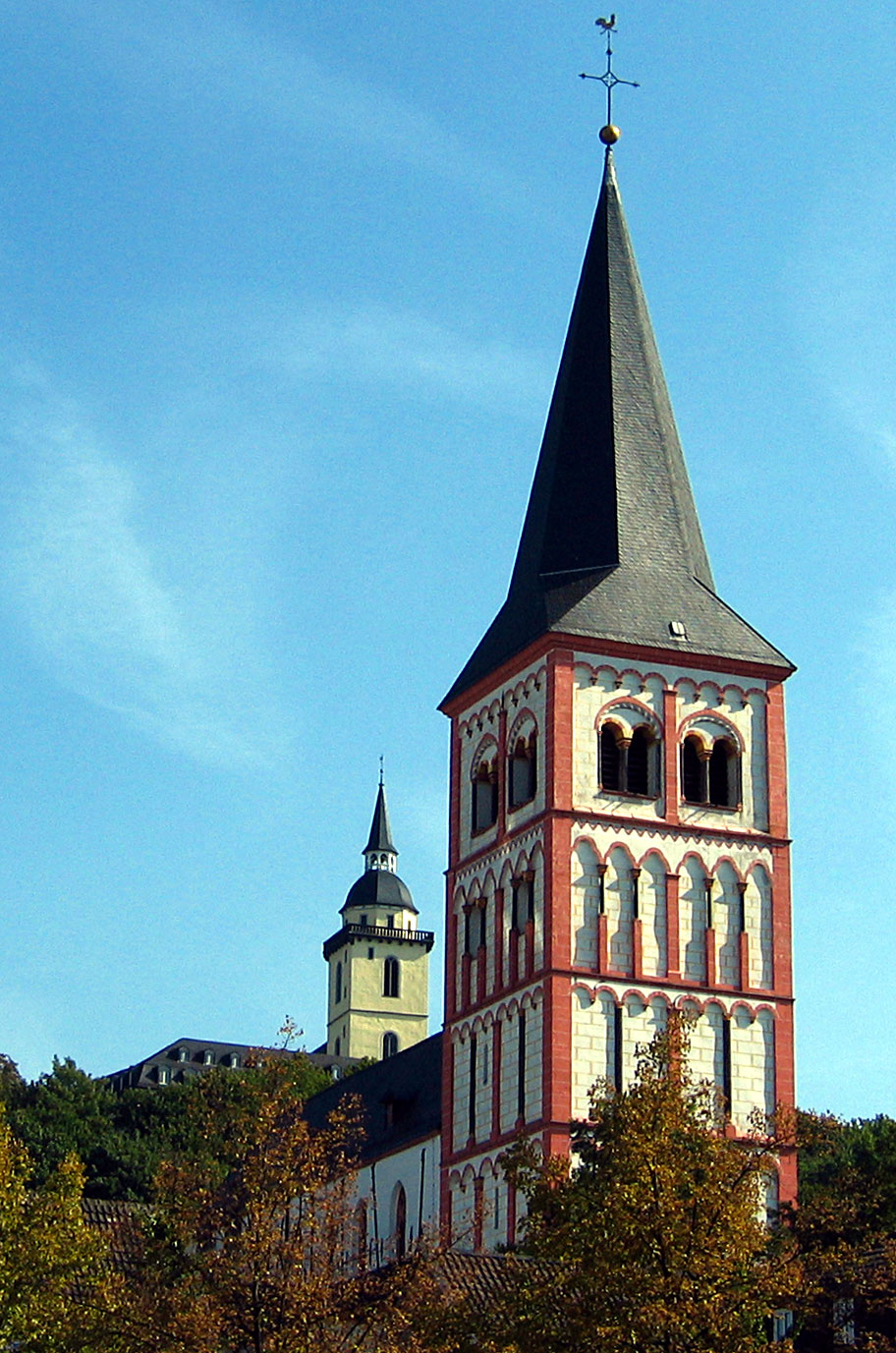
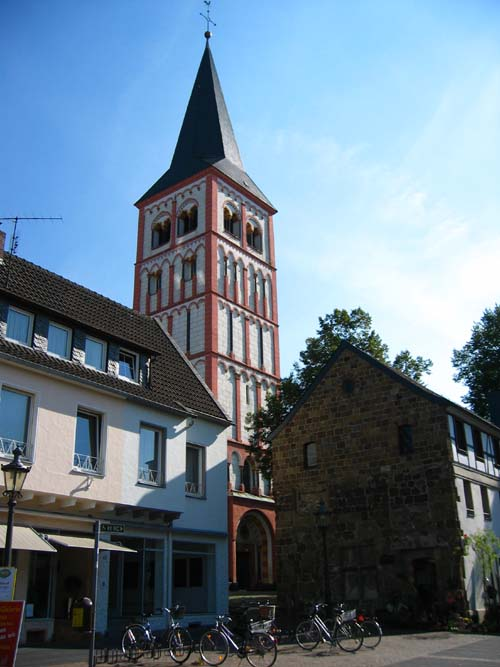
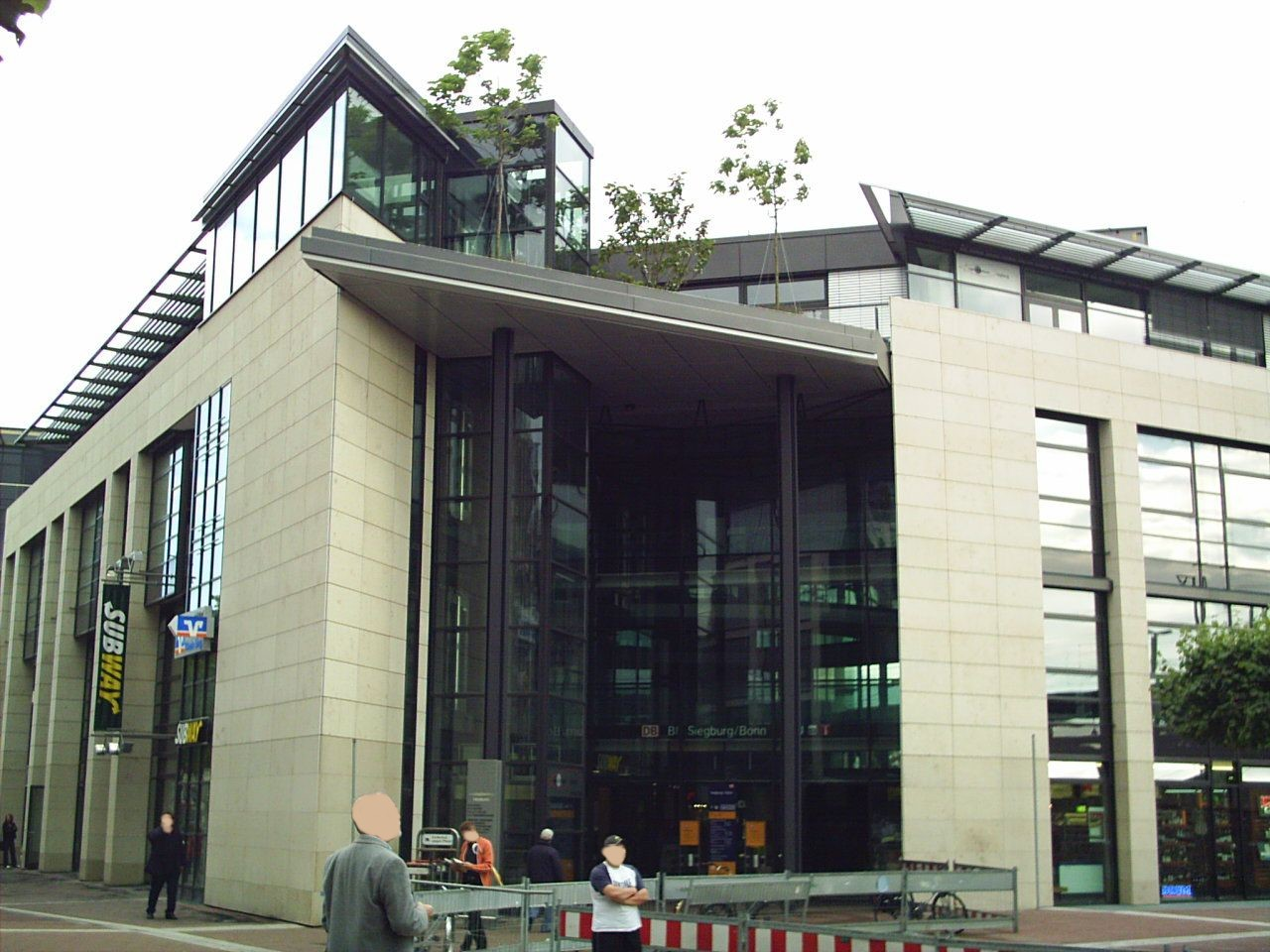
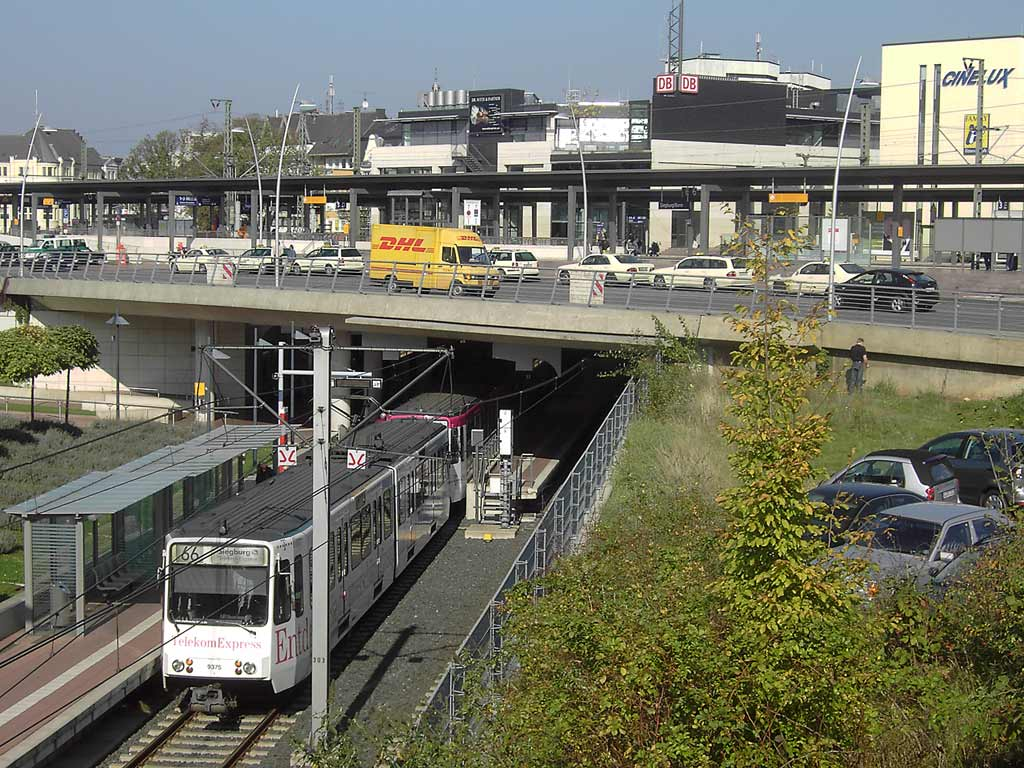